# Гнедой, Александр Алексеевич
Александр Алексеевич Гнедой (22 ноября 1914, Царицын Кут, Таврическая губерния — 14 апреля 1983, Ленинград) — советский лётчик бомбардировочной авиации ВВС Военно-Морского флота в годы Великой Отечественной войны, Герой Советского Союза (6.03.1945). Полковник (3.11.1952).

## Биография
Родился 9 (22) ноября 1914 года в селе Царицын Кут, в семье рабочего. Украинец. Окончил семилетнюю школу, затем рабфак. Учился в Киевском институте механизации и электрификации сельского хозяйства, окончил два курса.
В августе 1934 года по комсомольской путёвке был призван в Красную Армию и направлен в 8-ю военную школу пилотов в Одессе, которую окончил в 1936 году. Проходил службу в ВВС Черноморского флота: с ноября 1936 — пилот 43-й смешанной бомбардировочной авиационной эскадрильи 71-й скоростной бомбардировочной авиабригады, с апреля 1938 исполняющий должность старшего лётчика 40-го легкобомбардировочного авиационного полка, в марта 1939 — командир звена в этому полку. Участвовал в Советско-финляндской войне 1939—1940 годов, будучи прикомандирован к 57-му скоростному бомбардировочному авиаполку ВВС Балтийского флота. Летал на бомбардировщиках Р-5, Р-6, СБ. Член ВКП(б)/КПСС с 1940 года.
В мае 1941 года получил назначение командиром звена 3-го смешанного учебно-разведывательного авиационного полка ВВС флота, в рядах которого встретил начало войны.
Участник Великой Отечественной войны с первого её дня. В августе или в сентябре 1941 года 3 сурап ВМФ был расформирован и Александра Гнедого вернули командиром звена в 40 бап ВМФ. В нём он прошёл всю войну, сначала был командиром звена, в июне 1942 года стал заместителем командира эскадрильи, а с декабря 1944 года командовал эскадрильей. Участвовал в обороне Одессы. Затем участвовал в обороне Севастополя, битве за Кавказ, в Новороссийско-Таманской наступательной операции, в боевых действиях по захвату и удержанию Керченского плацдарма, освобождении южной Украины и в Ясско-Кишинёвской наступательной операции. С 1942 года воевал на пикирующем бомбардировщике Пе-2.
В боевом вылете 1 сентября 1941 года при налёте на Берислав его самолёт был подбит огнём зенитной артиллерии и затем атакован вражеским истребителем. На горящей машине лётчик совершил посадку в поле и спас экипаж, получив при этом ожоги лица 2-й степени.
Командир эскадрильи 40-го авиационного полка пикирующих бомбардировщиков 13-й авиационной дивизии пикирующих бомбардировщиков Военно-воздушных сил Черноморского флота капитан Александр Гнедой к середине октября 1944 года совершил 140 боевых вылетов (в том числе 40 в ночное время), потопил миноносец, подводную лодку, 4 быстроходные десантные баржи, 2 сухогрузные баржи, транспорт и тральщик противника, взорвал железнодорожный мост через Южный Буг, уничтожил 15 самолётов на земле, 40 автомашин, 10 танков и много другой боевой техники врага.
Указом Президиума Верховного Совета СССР от 6 марта 1945 года «за образцовое выполнение заданий командования на фронте борьбы с немецко-фашистскими захватчиками и проявленные при этом отвагу и геройство» капитану Гнедому Александру Алексеевичу присвоено звание Героя Советского Союза с вручением ордена Ленина и медали «Золотая Звезда» (№ 6000).
Осенью 1944 года боевые действия на Чёрном море завершились, а в феврале 1945 года А. Гнедой был отправлен на учёбу. В июле 1945 года окончил Высшие офицерские курсы ВВС ВМФ в Моздоке.
После войны продолжал службу в ВМФ СССР. С ноября 1945 по декабрь 1948 года — командир эскадрильи 66-го минно-торпедного авиационного полка ВВС Балтийского флота (в 1946 году полк передан в состав 8-го ВМФ). С декабря 1948 года учился в академии и в 1952 году окончил Военно-морскую академию имени К. Е. Ворошилова. С марта 1952 года командовал 1941-м минно-торпедным авиационным полком ВВС Северного флота. С октября 1953 года — старший преподаватель кафедры тактики ВВС Военно-морской академии имени К. Е. Ворошилова. С сентября 1960 года полковник А. А. Гнедой — в запасе.
Жил в Ленинграде. Работал старшим инженером Всесоюзного проектно-конструкторского института технологии электротехнического производства.
Умер 14 апреля 1983 года. Похоронен на Северном кладбище Санкт-Петербурга.

Могила А. А. Гнедого на Северном кладбище Санкт-Петербурга.

## Награды
- Герой Советского Союза (6.03.1945)
- Орден Ленина (6.03.1945)
- Два ордена Красного Знамени (14.08.1942, 3.11.1953)
- Орден Александра Невского (11.04.1944)
- Орден Отечественной войны 1-й степени (8.01.1944)
- Орден Красной Звезды (15.11.1950)
- Медаль «За боевые заслуги» (3.11.1944)
- Медаль «За оборону Севастополя» (1943)
- Медаль «За оборону Одессы» (1943)
- Ряд других медалей СССР

## Память
- Бюст установлен в 2021 году на Аллее Славы в районном центре пгт Красногвардейское в Крыму.
- Имя высечено на памятном знаке в честь Героев земляков-васильевцев в районном центре городе Васильевка Запорожской области.
- В Севастополе имя Героя высечено на мемориальное плите у обелиска Славы на Ансамбле мемориального комплекса «Сапун-гора».